# Damn Those Eyes
"Damn Those Eyes" is een nummer van de Nederlandse band Kane. Het nummer verscheen op hun debuutalbum As Long as You Want This uit 2000. Op 3 december 1999 werd het nummer uitgebracht als de tweede single van het album.

## Achtergrond
"Damn Those Eyes" is geschreven door zanger Dinand Woesthoff en geproduceerd door Woesthoff, Haro Slok en Henkjan Smits (als Slok&Smits) en Michel Schoots. Het is een van de nummers waar Woesthoff het meest trots op is, omdat hij vindt dat het "echt een liedje" is. Een instrumentale, orkestrale versie van het nummer staat als verborgen track op As Long as You Want This; hiervoor moet de luisteraar de cd starten en terugspoelen, waardoor het in feite track 0 op het album is. In 2003 nam de band een nieuwe versie van het nummer op voor hun eerste internationale album What If.
"Damn Those Eyes" werd door Radio 3FM uitgeroepen tot Megahit. Het bereikte plaats 26 in de Nederlandse Top 40, terwijl in de Mega Top 100 plaats 30 werd bereikt. In andere landen kwam het niet in de hitlijsten terecht, alhoewel in de Verenigde Staten positief werd gereageerd op het nummer. De videoclip van het nummer is geregisseerd door Paul Ruven. Hierin speelt de band het nummer in een zware storm, terwijl Woesthoff tegen een huiskamerraam zingt.

## Hitnoteringen

### Nederlandse Top 40
| Hitnotering: 18-12-1999 t/m 05-02-2000 | Hitnotering: 18-12-1999 t/m 05-02-2000 | Hitnotering: 18-12-1999 t/m 05-02-2000 | Hitnotering: 18-12-1999 t/m 05-02-2000 | Hitnotering: 18-12-1999 t/m 05-02-2000 | Hitnotering: 18-12-1999 t/m 05-02-2000 | Hitnotering: 18-12-1999 t/m 05-02-2000 | Hitnotering: 18-12-1999 t/m 05-02-2000 | Hitnotering: 18-12-1999 t/m 05-02-2000 |
| Week                                   | 1                                      | 2                                      | 3                                      | 4                                      | 5                                      | 6                                      | 7                                      |                                        |
| -------------------------------------- | -------------------------------------- | -------------------------------------- | -------------------------------------- | -------------------------------------- | -------------------------------------- | -------------------------------------- | -------------------------------------- | -------------------------------------- |
| Positie                                | 26                                     | 30                                     | 32                                     | 31                                     | 28                                     | 30                                     | 33                                     | uit                                    |

### Mega Top 100
| Hitnotering: 11-12-1999 t/m 11-03-2000 | Hitnotering: 11-12-1999 t/m 11-03-2000 | Hitnotering: 11-12-1999 t/m 11-03-2000 | Hitnotering: 11-12-1999 t/m 11-03-2000 | Hitnotering: 11-12-1999 t/m 11-03-2000 | Hitnotering: 11-12-1999 t/m 11-03-2000 | Hitnotering: 11-12-1999 t/m 11-03-2000 | Hitnotering: 11-12-1999 t/m 11-03-2000 | Hitnotering: 11-12-1999 t/m 11-03-2000 | Hitnotering: 11-12-1999 t/m 11-03-2000 | Hitnotering: 11-12-1999 t/m 11-03-2000 | Hitnotering: 11-12-1999 t/m 11-03-2000 | Hitnotering: 11-12-1999 t/m 11-03-2000 | Hitnotering: 11-12-1999 t/m 11-03-2000 | Hitnotering: 11-12-1999 t/m 11-03-2000 |
| Week                                   | 1                                      | 2                                      | 3                                      | 4                                      | 5                                      | 6                                      | 7                                      | 8                                      | 9                                      | 10                                     | 11                                     | 12                                     | 13                                     |                                        |
| -------------------------------------- | -------------------------------------- | -------------------------------------- | -------------------------------------- | -------------------------------------- | -------------------------------------- | -------------------------------------- | -------------------------------------- | -------------------------------------- | -------------------------------------- | -------------------------------------- | -------------------------------------- | -------------------------------------- | -------------------------------------- | -------------------------------------- |
| Positie                                | 61                                     | 44                                     | 34                                     | 32                                     | 34                                     | 32                                     | 30                                     | 37                                     | 42                                     | 50                                     | 55                                     | 68                                     | 98                                     | uit                                    |

### NPO Radio 2 Top 2000
| Nummer met noteringen in de NPO Radio 2 Top 2000 | '09  | '10 | '11  | '12  | '13  | '14  | '15  | '16  | '17  | '18  | '19  | '20  | '21  | '22  | '23  | '24  |
| ------------------------------------------------ | ---- | --- | ---- | ---- | ---- | ---- | ---- | ---- | ---- | ---- | ---- | ---- | ---- | ---- | ---- | ---- |
| Damn Those Eyes                                  | 1081 | -   | 1152 | 1148 | 1224 | 1217 | 1403 | 1540 | 1308 | 1860 | 1828 | 1733 | 1798 | 1919 | 1452 | 1633 |

1. ↑  Een '-' betekent dat het nummer niet was genoteerd en een vetgedrukt getal geeft de hoogste notering aan.
2. ↑  2009 was het eerste jaar met een notering voor dit nummer.